# Fagerås
Fagerås est une localité de Suède dans la commune de Kil située dans le comté de Värmland.
Sa population était de 450 habitants en 2019.